# Albert Vigié
Albert Jean Vigié (Belvès, 21 oktober 1843 - Perpignan, april 1928) was een Frans jurist en hoogleraar aan de Universiteit van Grenoble en later de Universiteit van Montpellier.

## Biografie
Van 1870 tot 1871 was Albert Vigié een tijdje verbonden aan de rechtsfaculteit van de Universiteit van Aix-en-Provence. Vervolgens doceerde bij van 1871 tot 1880 burgerlijk recht aan de Universiteit van Grenoble. In 1873 werd hij er hoogleraar. Van 1877 tot 1878 doceerde hij tevens notarieel recht. In 1880 maakte hij de overstap naar de Universiteit van Montpellier, waar hij tot 1919 hoogleraar burgerlijk recht was. Van 1889 tot 1900 gaf hij er ook het vak notariaat en registratierechten.
Vigié schreef tevens diverse werken over de lokale geschiedenis van zijn geboorteplaats en van Montpellier. Hij interesseerde zich ook voor archeologie en de oudheid. Hij vertaalde ook het werk Handbuch der römischen alterthümer van Theodor Mommsen en Joachim Marquardt, getiteld Manuel des Antiquités romaines.

## Werken
- (fr)  De l'accession des possessions en droit romain et en droit français, Toulouse, 1870, 110 p.
- (fr)  "Du cautionnement d'après la coutume de Montpellier", Mémoires de la Société archéologique de Montpellier, 1882.
- (fr)  Études sur les impôts indirects romains : des douanes dans l'Empire romain, Montpellier, 1884, 180 p.
- (fr)  Rapport, à l'occasion d'un voeu déposé par les délégués des facultés de droit au Conseil supérieur, sur l'organisation de la Faculté de droit de Paris, présenté à l'assemblée de la Faculté de droit de Montpellier, Montpellier, 1890.
- (fr)  Cours élémentaire de droit civil, Parijs, Rousseau, drie volumes, 1890 en 1905.
- (fr)  "Loi du 25 mars 1896 sur les droits des enfants naturels dans la succession des parents qui les ont reconnus, et sur la dévolution de la succession des enfants naturels", Revue critique de législation et de jurisprudence, 1896.
- (fr)  "Des dons en avancement d'hoirie, en concours avec un don postérieur ou un legs de la quotité disponible, liquidation de la succession", Revue critique de législation et de jurisprudence, 1902.

- Bibliothèque nationale de France: cb341113053 (data)
- International Standard Name Identifier: 0000 0000 3125 5672
- Library of Congress Control Number: n93123063
- Siprojuris: 56413
- Système universitaire de documentation: 030932831
- Virtual International Authority File: 44349864